# Эшбах (Маркгрефлерланд)
Эшбах (нем. Eschbach) — община в Германии, в земле Баден-Вюртемберг.
Подчиняется административному округу Фрайбург. Входит в состав района Брайсгау — Верхний Шварцвальд. Население составляет 2416 человек (на 31 декабря 2010 года). Занимает площадь 10,03 км².